# Lista de prefeitos eleitos no Amapá em 1996
Na formação desta lista foram consultados arquivos on line do Tribunal Regional Eleitoral e Tribunal Superior Eleitoral, sendo à época do pleito o Amapá possuía 16 municípios.
A referida disputa aconteceu dois anos após as eleições estaduais no Amapá em 1994 e aconteceram nos dias 3 de outubro, o 1º turno e 15 de novembro, o 2º turno, ocasião em que João Alberto Rodrigues Capiberibe era governador do estado.

## Prefeitos eleitos peloPSDB
O partido triunfou em 5 municípios, o equivalente a 31,25% do total.
| Bandeira              | Município          | Prefeito eleito                         | Partido | Nascido em | UF       |
| --------------------- | ------------------ | --------------------------------------- | ------- | ---------- | -------- |
|                       | Calçoene           | Ricardo Antonio de Barros Correia Bravo | PSDB    |            |          |
| Bandeira desconhecida | Cutias do Araguary | Mário César Lira Pimentel               | PSDB    | Macapá     | Amapá    |
|                       | Ferreira Gomes     | Wladimir Souza Furtado                  | PSDB    | Viana      | Maranhão |
|                       | Mazagão            | Alcides Gomes dos Reis                  | PSDB    | Mazagão    | Amapá    |
| Santana               | Santana            | Judas Tadeu de Almeida Medeiros         | PSDB    | Primavera  | Pará     |

## Prefeitos eleitos peloPL
O partido triunfou em 3 municípios, o equivalente a 18,75% do total.
| Bandeira              | Município       | Prefeito eleito                | Partido | Nascido em | UF    |
| --------------------- | --------------- | ------------------------------ | ------- | ---------- | ----- |
| Bandeira desconhecida | Amapá           | Carlos César da Silva          | PL      | Amapá      | Amapá |
| Bandeira desconhecida | Itaubal         | Nilde Ceciliano Santiago       | PL      |            |       |
|                       | Tartarugalzinho | Adelino Fernandes Gurjão Filho | PL      |            |       |

## Prefeitos eleitos peloPSB
O partido triunfou em 3 municípios, o equivalente a 18,75% do total.
| Bandeira                | Município               | Prefeito eleito     | Partido | Nascido em | UF    |
| ----------------------- | ----------------------- | ------------------- | ------- | ---------- | ----- |
| Pedra Branca do Amapari | Pedra Branca do Amapari | Juarez Gomes        | PSB     |            |       |
|                         | Oiapoque                | João Neves Silva    | PSB     |            |       |
| Bandeira desconhecida   | Pracuuba                | Dorimar Neves Nunes | PSB     | Amapá      | Amapá |

## Prefeitos eleitos peloPFL
O partido triunfou em 2 municípios, o equivalente a 12,50% do total.
| Bandeira       | Município      | Prefeito eleito           | Partido | Nascido em            | UF             |
| -------------- | -------------- | ------------------------- | ------- | --------------------- | -------------- |
| Macapá         | Macapá         | Annibal Barcellos         | PFL     | Campos dos Goytacazes | Rio de Janeiro |
| Serra do Navio | Serra do Navio | Walter Gurjão de Oliveira | PFL     |                       |                |

## Prefeitos eleitos peloPT
O partido triunfou em 2 municípios, o equivalente a 12,50% do total.
| Bandeira         | Município        | Prefeito eleito                        | Partido | Nascido em | UF    |
| ---------------- | ---------------- | -------------------------------------- | ------- | ---------- | ----- |
| Laranjal do Jari | Laranjal do Jari | Manoel Gomes Coelho                    | PT      |            |       |
|                  | Porto Grande     | Raimundo Nonato do Nascimento Oliveira | PT      | Capistrano | Ceará |

## Prefeitos eleitos peloPDT
O partido triunfou em 1 município, o equivalente a 6,25% do total.
| Bandeira        | Município       | Prefeito eleito                  | Partido | Nascido em   | UF       |
| --------------- | --------------- | -------------------------------- | ------- | ------------ | -------- |
| Vitória do Jari | Vitória do Jari | Luiz de França Magalhães Barroso | PDT     | Barreirinhas | Maranhão |